# 呼和浩特白塔国际机场
呼和浩特白塔国际机场位於中国内蒙古自治区呼和浩特市赛罕区。机场名称中的“白塔”得名于其附近的古迹万部华严经塔。

## 歷史
呼和浩特白塔机场位于呼和浩特市东面14.3公里处，于1958年10月1日建成通航。
1991年12月1日，国务院批准白塔机场为航空口岸机场。
1992年3月31日正式对外开放。
白塔机场历史上历经1986年、1996年两次大规模扩建。2007年6月，呼和浩特白塔机场最近一次扩建工程完工，航站区新建一座航站楼，面积54,499平方米，可满足年吞吐旅客300万人次的使用要求；航站楼北侧建高架桥，南侧指廊安装11部登机廊桥。同时投入使用的新停机坪使用面积为37.4万平方米，可同时停放32架飞机，可降落波音747-400等大型客机，同时可保证A380飞机在超重条件下的备降。飞行区配套建设助航灯光、导航、气象、飞行区消防等设施。因白塔机场的规模的扩大和地理因素，将成为首都机场的第一大备降机场。
中国民用航空总局于2007年7月12日对“呼和浩特白塔机场”的更名请示作出批复：根据国务院发布的《地名管理条例》和《民用机场使用许可规定》（民航总局156号令），“呼和浩特白塔机场”更名为“呼和浩特白塔国际机场”，英文名称为“HUHEHAOTE BAITA INTERNATIONAL AIRPORT”。
目前，机场飞行区等级为4E级，有一条长3600米，宽45米的跑道，原有跑道被延长改为平行滑行道，5万平方米的候机楼可以满足高峰时刻9000人次/小时，年吞吐旅客量为300万人次，拥有全向信标台（VOR）、卫星电话站、气象雷达、双向仪表着陆系统（ILS）等先进的导航设备。2006年，白塔机场经营航线48条，其中，国内航线44条，国际航线3条，地区航线1条，通航城市35个。
2012年10月，呼和浩特正式启动呼和浩特新机场项目。
截止2013年，呼和浩特机场已开通132条航线，通达63座城市。当年旅客吞吐量超过615万人次。2015年白塔国际机场旅客吞吐量超过744万。2017年，呼和浩特白塔国际机场全年旅客吞吐量突破1035万人次，成为中国第32个千万级机场。
2019年，国家发展改革委批复了关于呼和浩特敕勒川國際機場(后被正式命名为呼和浩特盛乐国际机场)项目可行性研究报告，同意建设新机场。
2020年3月19日起，新型冠状病毒肺炎疫情缓和后，在防控境外输入型病例期间，为缓解北京防疫压力，进入北京的部分国际航班将分流至呼和浩特机场、天津机场等多地机场。国航CA926（来自东京/成田）、CA722（来自明斯克）、CA950（来自米兰/马尔彭萨）等多个航班在此机场降落检疫。
2023年1月8日起，国家卫健委取消对新型冠状病毒感染的甲类传染病防控措施，也不再对目的地为北京的国际客运航班采取分流措施。上述所有航班恢复由北京首都机场入境。
根据2025年1月中国民航局空中交通管理局发布的《关于公布2025年全国航空情报数据变更计划的通知》，呼和浩特白塔国际机场预计于2025年11月27日关闭，所有航班转场至呼和浩特盛乐国际机场。

## 航空公司及航点

### 境內航線
| 航空公司           | 目的地 |
| ------------------ | --- |
| 中国国际航空（CA） | 区內：呼伦贝尔、满洲里、乌兰浩特、通辽、赤峰、锡林浩特、巴彦淖尔 區外：北京/首都、天津、重庆、上海/浦东、长春、沈阳、石家庄、银川、西安、武汉、成都/双流、成都/天府、杭州、南昌、贵阳、广州、海口 |
| 天津航空（GS）     | 区內：呼伦贝尔、扎兰屯、阿尔山、满洲里、乌兰浩特、通辽、赤峰、锡林浩特、乌海 區外：天津、重庆、哈尔滨、大连、青岛、郑州、西安、连云港、合肥、武汉、鄂州、衡阳、温州、福州、珠海、海口             |
| 华夏航空（G5）     | 区內：呼伦贝尔、满洲里、乌兰浩特、通辽、二连浩特、赤峰、锡林浩特、乌海、鄂尔多斯、阿拉善左旗 區外：重庆、邯郸、忻州、济南、中卫、延安、南京、盐城、武汉、恩施、成都/天府、南昌、三亚              |
| 海南航空（HU）     | 北京/首都、哈尔滨、济南、兰州、南昌、三亚、乌鲁木齐、武汉、西安、长春 |
| 厦门航空（MF）     | 重庆、哈尔滨、杭州、武汉、宜昌、长沙 |
| 中国东方航空（MU） | 乌海、南京、上海/虹桥、石家庄、太原 |
| 山东航空（SC）     | 海拉尔、海口、济南、济宁、天津 |
| 首都航空（JD）     | 合肥、兰州、南昌、沈阳、石家庄 |
| 中国南方航空（CZ） | 广州、洛阳、青岛、乌鲁木齐、长春、郑州 |
| 福州航空（FU）     | 海拉尔、哈尔滨、西安 |
| 乌鲁木齐航空（UQ） | 乌鲁木齐、合肥、寧波 |
| 春秋航空（9C）     | 石家庄、扬州 |
| 西部航空（PN）     | 重庆、哈尔滨 |
| 东海航空（DZ）     | 济南、郑州 |
| 金鹏航空（Y8）     | 海拉尔、深圳 |
| 上海航空（FM）     | 海拉尔、上海/虹桥 |
| 天驕航空（9D）     | 海拉尔（經停通辽） |
| 中国联合航空（KN） | 北京/大興 |
| 四川航空（3U）     | 成都/天府 |
| 成都航空（EU）     | 南昌 |
| 湖南航空（A6）     | 南京 |
| 吉祥航空（HO）     | 上海/虹桥 |
| 祥鹏航空（8L）     | 太原 |
| 瑞丽航空（DR）     | 太原 |
| 深圳航空（ZH）     | 武汉 |
| 北部湾航空（GX）   | 贵阳 |

### 港澳台/國際航線
| 航空公司           | 目的地   |
| ------------------ | -------- |
| 中国国际航空（CA） | 烏蘭巴托 |
| 蒙古民用航空（OM） | 烏蘭巴托 |

### 貨運
| 航空公司     | 目的地           |
| ------------ | ---------------- |
| 中國郵政航空 | 南京、太原、鄭州 |
| 順豐航空     | 鄂州             |

## 统计
请参阅源Wikidata查询.

## 地面交通

### 机场巴士
- 往市区方向途经：市政府、万达广场、团结小区、长乐宫、锦江之星、昭君大酒店、火车站
- 往机场方向途经：火车站、民航售票处

票价：¥15，车程：20–30分钟。

### 公共汽车
往市区方向
- 113路 开往交通银行内蒙古分行
- 118路 开往交通银行内蒙古分行
- 12路 开往公交三公司
- 社区31号线 开往公交三公司

### 的士
呼和浩特的士起步价是¥8(2公里)，之后每公里¥1.5，不设燃料附加费。从机场到市区的士收费大约¥38。

### 轨道交通
- 地铁1号线坝堰（机场）站